# Obonub
Obonub (en rus, Обонуб) és un poble del Daguestan, a Rússia. El 2019 tenia 46 habitants. Pertany al districte rural de Gunib.